# Oedicephalus cephalotes
Oedicephalus cephalotes är en stekelart som först beskrevs av Cresson 1874.  Oedicephalus cephalotes ingår i släktet Oedicephalus och familjen brokparasitsteklar. Inga underarter finns listade i Catalogue of Life.